# Lamium amplexicaule
Plantă anuală, terofită are radăcină pivotantă( Fig.1.B), tulpina tetramuchiată de 10-30(40 cm) înălțime, ramificată de la bază, cu frunze cordat reniforme, cele bazale pețiolate(Fig.1.A), iar cele mijlocii și superioare sesile și amplexicaule. Florile grupate în verticle terminale, corola roz-roșie, de 3-4 ori mai lungă decât caliciul. Fructele sunt achene elipsoidale (cu 2 fețe plane și cu fața externă convexă), brune cenușii pătate cu alb, de 2,0-2,5mm lungime și 1,0-1,2 mm lățime.
Plantă comună in toată țara, de la câmpie până în regiunea montană, uneori devine abundentă pe terenuri ruderale, pârloage, prin grădini și culturi de cereale, pe islazuri, pe soluri oligobazice sau mezobazice, slab acid – neutre, sărace in humus, afânate, nisipo-lutoase sau nisipoase. Specie eutrofă mezoxerofilă – mezofilă, preferențial calcifugă.
Răspândire generală Eurasia, Africa de Nord și America de Nord.